# Metropolia Miami

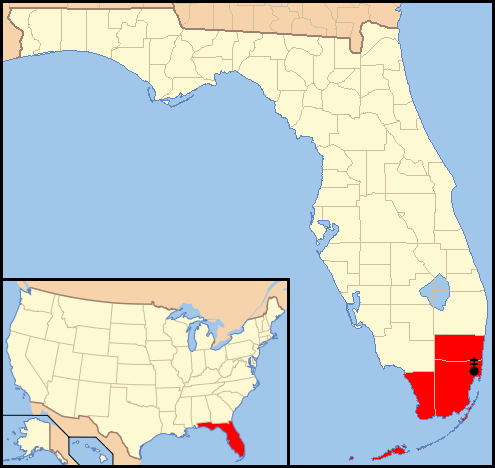
Metropolia Miami

Metropolia Miami – metropolia Kościoła rzymskokatolickiego obejmująca w całości stan Floryda w Stanach Zjednoczonych.
Katedrą metropolitarną jest katedra Niepokalanego Poczęcia Najświętszej Maryi Panny w Miami.

## Podział administracyjny
Metropolia jest częścią regionu XIV (FL, GA, NC, SC)
- Archidiecezja Miami
- Diecezja Orlando
- Diecezja Palm Beach
- Diecezja Pensacola-Tallahassee
- Diecezja St. Augustine
- Diecezja St. Petersburg
- Diecezja Venice

## Metropolici
- Coleman Carroll (1968 – 1977)
- Edward McCarthy (1977 – 1994)
- John Favalora (1994 – 2010)
- Thomas Wenski (2010 -)